# 풍월주
풍월주(風月主)는 필사본 《화랑세기》에 기록된 화랑도의 수장이다. 후에 화랑도의 파가 갈라지며 국선과 풍월주가 각 파의 우두머리가 되었다. 540년 처음 설치되어 681년 폐지되었으며, 32명의 화랑에게 승계되었다. 풍월주는 《삼국사절요》와 《동국통감》등의 사서에도 나타나지만 삼국유사 탑상 편에 따르면, 진흥왕은 원화 제도를 폐지하고 몇달 후 화랑을 신설하면서 《화랑세기》에 7대 풍월주로 기록된 설원랑을 초대 국선으로 삼았다하여 《화랑세기》의 기록과 차이를 보인다.

## 역대 풍월주
| 대   | 초상화 | 이름               | 생몰년도    | 재위                | 년수 | 재위기간왕                                             | 부모               | 화주 (花主)       | 부제 (副弟)   | 파맥 (派脉)     | 임명세력 |
| ---- | ------ | ------------------ | ----------- | ------------------- | ---- | ------------------------------------------------------ | ------------------ | ----------------- | ------------- | --------------- | -------- |
| 1    |        | 위화랑(魏花郞)     | 미상        | 540년–?             | 9    | 24대 진흥왕(재위 540년~576년)                          | 성신공, 벽아부인   | 준실부인          | 미진부        | -               | 지소태후 |
| 2    |        | 미진부공(未珍夫公) | 525년–?     | ?–548년             | 9    | 24대 진흥왕(재위 540년~576년)                          | 아시공, 삼엽공주   | 묘도부인          | 미진부        | -               | 지소태후 |
| 3    |        | 모랑(毛郞)         | ?–555년     | 548년–555년         | 8    | 24대 진흥왕(재위 540년~576년)                          | 법흥왕, 보과공주   | 준화낭주          | 이화랑        | -               | 지소태후 |
| 4    |        | 이화랑(二花郞)     | 537년–603년 | 555년–561년         | 7    | 24대 진흥왕(재위 540년~576년)                          | 위화랑, 준실부인   | 숙명공주          | 토함→사다함   | -               | 지소태후 |
| 5    |        | 사다함(斯多含)     | 546년–561년 | 561년               | 0    | 24대 진흥왕(재위 540년~576년)                          | 구리지, 금진낭주   | -                 | 설화랑        | -               | 지소태후 |
| 6    |        | 세종(世宗)         | 미상        | 561년–568년 (572년) | 8    | 24대 진흥왕(재위 540년~576년)                          | 태종공, 지소태후   | 미실              | 설화랑        | 진골정통        | 지소태후 |
| 원화 |        | 미실(美室)         | 미상        | 568년–572년         | 5    |                                                        | 미진부공, 묘도부인 | -                 | -             | 대원신통        | 진흥왕   |
| 7    |        | 설원랑(薛花郞)     | 549년–606년 | 572년–579년         | 8    | 제25대 진지왕(재위: 576년~579년)                       | 설성, 금진낭주     | 준화낭주          | 미생랑        | -               | 미실     |
| 8    |        | 문노(文努)         | 538년–606년 | 579년–582년         | 4    | 제26대 진평왕(재위 579년 ~ 632년)                      | 비조부, 문화공주   | 윤궁낭주          | 비보랑        | 가야파          | 미실     |
| 9    |        | 비보랑(秘宝郞)     | 549년–?     | 582년–585년         | 4    | 제26대 진평왕(재위 579년 ~ 632년)                      | 비대공, 실보낭주   | 세진낭주·덕명공주 | -             | -               | 미실     |
| 10   |        | 미생랑(美生郞)     | 550년–609년 | 585년–588년         | 4    | 제26대 진평왕(재위 579년 ~ 632년)                      | 미진부, 묘도부인   | 준모              | 하종          | 대원신통        | 미실     |
| 11   |        | 하종(夏宗)         | 564년–?     | 588년–591년         | 4    | 제26대 진평왕(재위 579년 ~ 632년)                      | 세종, 미실         | 미모낭주          | 보리공        | 대원신통        | 미실     |
| 12   |        | 보리공(菩利公)     | 573년–?     | 591년–596년         | 6    | 제26대 진평왕(재위 579년 ~ 632년)                      | 이화랑, 숙명공주   | 만룡낭주          | 김서현→용춘공 | 진골정통        | 미실     |
| 13   |        | 용춘공(龍春公)     | 578년–?     | 596년–603년         | 8    | 제26대 진평왕(재위 579년 ~ 632년)                      | 진지왕, 지도부인   | 천명공주          | 호림공        | 대원신통        | 용명공주 |
| 14   |        | 호림공(虎林公)     | 579년–?     | 603년–612년         | 10   | 제26대 진평왕(재위 579년 ~ 632년)                      | 복승공, 송화공주   | 현강낭주          | 보종공→유신공 | 진골정통        | 마야부인 |
| 15   |        | 유신공(庾信公)     | 595년–673년 | 612년–616년         | 5    | 제26대 진평왕(재위 579년 ~ 632년)                      | 김서현, 만명부인   | 영모부인          | 춘추공        | 진골정통·가야파 | 미실     |
| 16   |        | 보종공(宝宗公)     | 580년–621년 | 616년–621년         | 6    | 제26대 진평왕(재위 579년 ~ 632년)                      | 설화랑, 미실       | 양명공주          | 염장공        | 대원신통        | 유신공   |
| 17   |        | 염장공(廉長公)     | 586년–648년 | 621년–626년         | 6    | 제26대 진평왕(재위 579년 ~ 632년)                      | 천주공, 지도부인   | 하희낭주          | 춘추공        | 대원신통·가야파 | -        |
| 18   |        | 춘추공(春秋公)     | 602년–661년 | 626년–629년         | 4    | 제26대 진평왕(재위 579년 ~ 632년)                      | 용춘공, 천명공주   | 문명왕후          | 흠순공        | 진골정통        | 유신공   |
| 19   |        | 흠순공(欽純公)     | 598년–680년 | 629년–632년         | 4    | 제26대 진평왕(재위 579년 ~ 632년)                      | 김서현, 만명부인   | 보단낭주          | 예원공        | 진골정통·가야파 | 춘추공   |
| 20   |        | 예원공(禮元公)     | 606년–673년 | 632년–634년         | 3    | 제 27대 선덕왕(재위: 632년 ~ 647년)                    | 보리공, 만룡낭주   | 우야공주          | 선품공        | 진골정통        | 흠순공   |
| 21   |        | 선품공(善品公)     | 608년–643년 | 634년–637년         | 4    | 제 27대 선덕왕(재위: 632년 ~ 647년)                    | 구륜공, 보화공주   | 보룡              | 양도공        | 대원신통        | 예원공   |
| 22   |        | 양도공(良圖公)     | 610년–670년 | 637년–640년         | 4    | 제 27대 선덕왕(재위: 632년 ~ 647년)                    | 보종공, 양명공주   | 보량궁주          | 윤장공·군관공 | 진골정통        | 예원공   |
| 23   |        | 군관공(軍官公)     | 612년–681년 | 640년–643년         | 4    | 제 27대 선덕왕(재위: 632년 ~ 647년)                    | 동란공, 석명공주   | 천운              | 천광공        | 진골정통        | 양도공   |
| 24   |        | 천광공(天光公)     | 미상        | 643년–647년         | 5    | 제 27대 선덕왕(재위: 632년 ~ 647년)                    | 수품공, 천장낭주   | 윤화낭주          | 춘장공        | 대원신통·가야파 | 양도공   |
| 25   |        | 춘장공(春長公)     | 미상        | 647년–652년         | 6    | 28대 진덕왕(재위 : 647년 ~ 654년)                      | 염장공, 하희낭주   | 천봉낭주          | 진공          | 대원신통·가야파 | 천광공   |
| 26   |        | 진공(眞功)         | 미상        | 652년–656년         | 5    | 제29대 태종무열왕 또는 무열대왕(재위: 654년~661년)     | 사린공, 호명       | 흠신              | 흠돌          | (가야파)        | 춘장공   |
| 27   |        | 흠돌(欽突)         | 622년–681년 | 656년–662년         | 7    | 제29대 태종무열왕 또는 무열대왕(재위: 654년~661년)     | 달복공, 김정희     | 진광부인          | 흥원          | 진골정통        | 진공     |
| 28   |        | 오기공(吳起公)     | 633년–?     | 662년–664년         | 3    | 30대 문무왕(재위: 661년 음력 6월 ~ 681년 음력 7월 1일) | 예원공, 우야공주   | 김운명            | 원선공        | 대원신통        | 흠돌     |
| 29   |        | 원선공(元宣公)     | 636년–?     | 664년–667년         | 4    | 30대 문무왕(재위: 661년 음력 6월 ~ 681년 음력 7월 1일) | 흠순공, 보단낭주   | -                 | -             | -               | 오기공   |
| 30   |        | 천관공(天官公)     | 639년–?     | 667년–674년         | 8    | 30대 문무왕(재위: 661년 음력 6월 ~ 681년 음력 7월 1일) | 군관공, 천운       | 흠돌의 딸         | -             | -               | 흠돌     |
| 31   |        | 흠언공(欽言公)     | 645년–?     | 674년–678년         | 5    | 30대 문무왕(재위: 661년 음력 6월 ~ 681년 음력 7월 1일) | 흠돌, 언원         | 흥원의 딸         | -             | -               | 흠돌     |
| 32   |        | 신공(信功)         | 649년–?     | 678년–681년         | 4    | 30대 문무왕(재위: 661년 음력 6월 ~ 681년 음력 7월 1일) | 진공, 흠신         | 흥원의 딸         | -             | 진골정통        | -        |